# Carl Gustaf Adlerberg
Carl Gustaf Adlerberg, född 1 januari 1763 i Stockholm, död 22 juni 1814 på Mariannelund, var en svensk friherre och diplomat. Han var sonsons sonson till Olof Svebilius.
Adlerberg blev 1772 fänrik och 1778 löjtnant vid Jämtlands regemente, ingick 1781 på diplomatbanan, blev 1784 kommissionssekreterare i Konstantinopel, förestod flera år som tillförordnad chargé d'affaires beskickningen där, från 1792 med fullmakt som "co-minister", rappellerades i onåd av hertigen-regenten 1795 och blev då kommissionssekreterare i Madrid, var chargé d'affaires där från 1798 och envoyé 1805–1806 samt därefter envoyé i London 1807–1808, ånyo i Spanien 1808–1809 och hösten 1809 minister vid fredsförhandlingarna i Jönköping. 
I armén hade Adlerberg avancerat till kapten 1787 och major 1790. Han upphöjdes 1810 till friherre, men avböjde flera erbjudanden om ministerposter efter statskuppen 1809. Som ledamot av konstitutionsutskottet vid 1812 års riksdag verkade Adlerberg för största möjliga inskränkning av tryckfriheten. Han skildras som skicklig diplomat och förde 1808 i London de viktiga förhandlingarna om den engelska hjälpsändningen till Sverige under general John Moore, i samband med dansk-svenska kriget 1808–1809.